# Primera articulación
El término primera articulación es obra de André Martinet (1908 - 1999) y se opone al de segunda articulación. Martinet, según Annette Becker, sigue la tradición del Círculo de Praga, y por eso insiste en el hecho de que la lengua tiene como función el de ser un vehículo de comunicación. Tal función repercute en el sistema de la lengua, que es doblemente articulado. El sistema se compone, pues, de elementos que pueden ser reutilizados en la formación de nuevas construcciones; o lo que es lo mismo, un mensaje está compuesto de elementos menores que pueden ser utilizados en la formación de otros mensajes distintos. 
Estos elementos menores pueden ser de dos tipos: el monema y el fonema.
- La primera articulación del lenguaje:

Esta primera articulación está formada por unidades significativas llamadas monemas por Martinet, aunque otros autores las llaman morfemas. Tales monemas pueden ser reutilizados en infinitos mensajes sin que cambien su forma ni varíen su significado....
Ejemplo:
```
     Escribo / en / el / ordenador / sentado / en / la / silla.
```

Esta oración estaría, pues, formada por monemas reutilizables en otros mensajes:
```
              Escribo / en / casa / encerrado / en / el / estudio.
```

Puede observarse que tres mismos monemas se repiten en las dos oraciones con el mismo significado y la misma forma.

## La segunda articulación del lenguaje
Se trata de segmentos mínimos del significante o la forma, sin significado propio, pero que también son reutilizables. Se trata de los fonemas. 
Ejemplo:
```
              m / e / s / a
              m / a / s / a
              m / u / l / a
```

En los tres monemas propuestos se observa la reutilización de dos fonemas /m/ y /a/.
Esta doble articulación del lenguaje lo que permite es una gran economía lingüística, pues se pueden construir con un número limitado de elementos (monemas y fonemas) un sinfín de construcciones.
- Datos: Q6086328